# Pedro Troglio
Pedro Troglio (n. 28 iulie 1965) este un fost fotbalist argentinian.

## Statistici
| Argentina | Argentina | Argentina |
| An        | Meciuri   | Goluri    |
| --------- | --------- | --------- |
| 1987      | 1         | 0         |
| 1988      | 3         | 1         |
| 1989      | 8         | 0         |
| 1990      | 9         | 1         |
| Total     | 21        | 2         |